# Gabriel Barès
Gabriel Julien Dominique Barès (Losanna, 29 agosto 2000) è un calciatore svizzero, centrocampista del Burgos.

## Caratteristiche tecniche
È un centrocampista difensivo.

## Carriera

### Club
Cresciuto nel settore giovanile del Losanna, debutta in prima squadra il 20 aprile 2019 in occasione dell'incontro di Challenge League vinto 5-0 contro il Chiasso.

### Nazionale
Ha giocato nelle nazionali giovanili svizzere Under-20 ed Under-21.

## Statistiche
Statistiche aggiornate al 9 febbraio 2025.

### Presenze e reti nei club
| Stagione             | Squadra              | Campionato           | Campionato | Campionato | Coppe nazionali | Coppe nazionali | Coppe nazionali | Coppe continentali | Coppe continentali | Coppe continentali | Altre coppe | Altre coppe | Altre coppe | Totale | Totale | Totale |
| Stagione             | Squadra              | Comp                 | Pres       | Reti       | Comp            | Pres            | Reti            | Comp               | Pres               | Reti               | Comp        | Pres        | Reti        | Pres   | Reti   |        |
| -------------------- | -------------------- | -------------------- | ---------- | ---------- | --------------- | --------------- | --------------- | ------------------ | ------------------ | ------------------ | ----------- | ----------- | ----------- | ------ | ------ | ------ |
| 2016-2017            | Losanna II           | 1.L                  | 4          | 0          | -               | -               | -               | -                  | -                  | -                  | -           | -           | -           | 4      | 0      |        |
| 2017-2018            | Losanna II           | 1.L                  | 1          | 0          | -               | -               | -               | -                  | -                  | -                  | -           | -           | -           | 1      | 0      |        |
| 2018-2019            | Losanna II           | 1.L                  | 24+2       | 1          | -               | -               | -               | -                  | -                  | -                  | -           | -           | -           | 26     | 1      |        |
| 2019-2020            | Losanna II           | 1.L                  | 9          | 0          | -               | -               | -               | -                  | -                  | -                  | -           | -           | -           | 9      | 0      |        |
| Totale Losanna II    | Totale Losanna II    | Totale Losanna II    | 38+2       | 1          |                 | -               | -               |                    | -                  | -                  |             | -           | -           | 40     | 1      |        |
| 2018-2019            | Losanna              | ChL                  | 1          | 0          | CS              | 0               | 0               | -                  | -                  | -                  | -           | -           | -           | 1      | 0      |        |
| 2019-2020            | Losanna              | ChL                  | 8          | 0          | CS              | 0               | 0               | -                  | -                  | -                  | -           | -           | -           | 8      | 0      |        |
| 2020-2021            | Losanna              | SL                   | 34         | 0          | CS              | 2               | 1               | -                  | -                  | -                  | -           | -           | -           | 36     | 1      |        |
| 2021-gen. 2022       | Losanna              | SL                   | 14         | 0          | CS              | 3               | 0               | -                  | -                  | -                  | -           | -           | -           | 17     | 0      |        |
| Totale Losanna       | Totale Losanna       | Totale Losanna       | 57         | 0          |                 | 5               | 1               |                    | -                  | -                  |             | -           | -           | 62     | 1      |        |
| gen.-giu. 2022       | Montpellier 2        | N2                   | 8          | 0          | -               | -               | -               | -                  | -                  | -                  | -           | -           | -           | 8      | 0      |        |
| 2022-2023            | Thun                 | ChL                  | 26         | 0          | CS              | 3               | 0               | -                  | -                  | -                  | -           | -           | -           | 29     | 0      |        |
| 2023-2024            | Concarneau           | L2                   | 26         | 0          | CF              | 1               | 0               | -                  | -                  | -                  | -           | -           | -           | 27     | 0      |        |
| 2024-feb. 2025       | Montpellier 2        | N3                   | 2          | 0          | -               | -               | -               | -                  | -                  | -                  | -           | -           | -           | 2      | 0      |        |
| Totale Montpellier 2 | Totale Montpellier 2 | Totale Montpellier 2 | 10         | 0          |                 | -               | -               |                    | -                  | -                  |             | -           | -           | 10     | 0      |        |
| 2024-feb. 2025       | Montpellier          | L1                   | 6          | 0          | CF              | 0               | 0               | -                  | -                  | -                  | -           | -           | -           | 6      | 0      |        |
| feb.-giu. 2025       | Burgos               | SD                   | 1          | 0          | CR              | 0               | 0               |                    | -                  | -                  |             | -           | -           | 1      | 0      |        |
| Totale carriera      | Totale carriera      | Totale carriera      | 166        | 1          |                 | 9               | 1               |                    | -                  | -                  |             | -           | -           | 175    | 2      |        |